# Mącznica lekarska

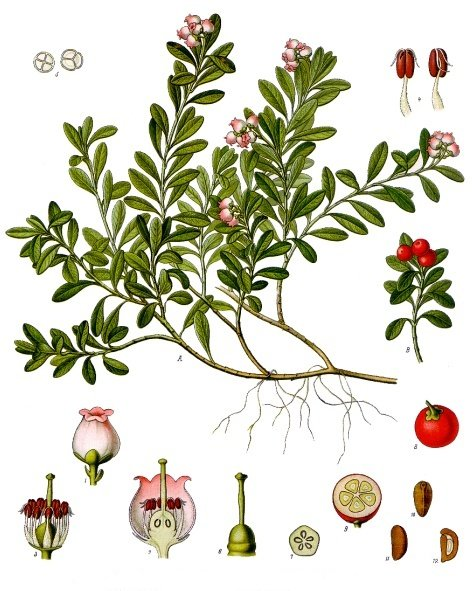
Morfologia

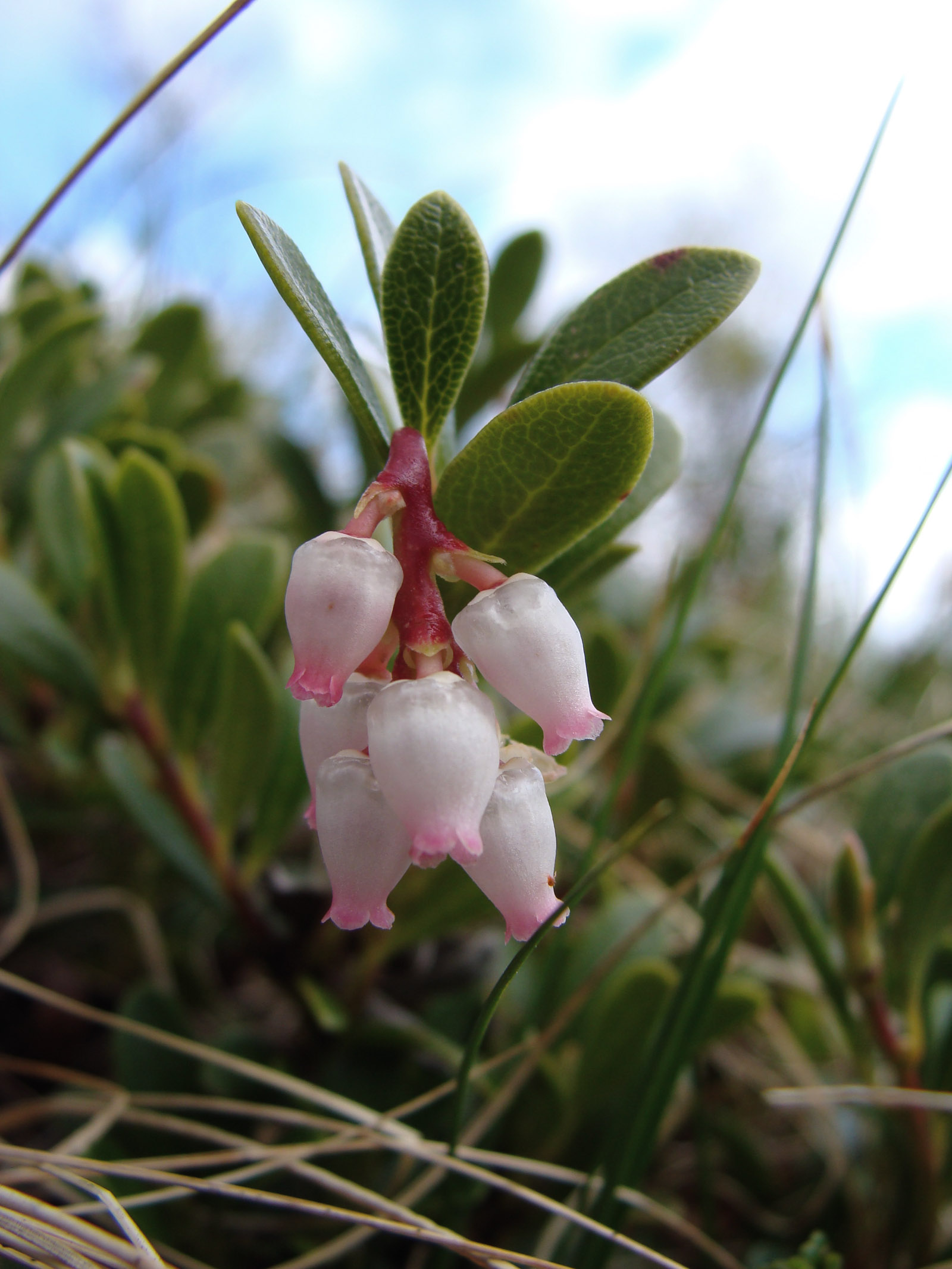
Kwiaty

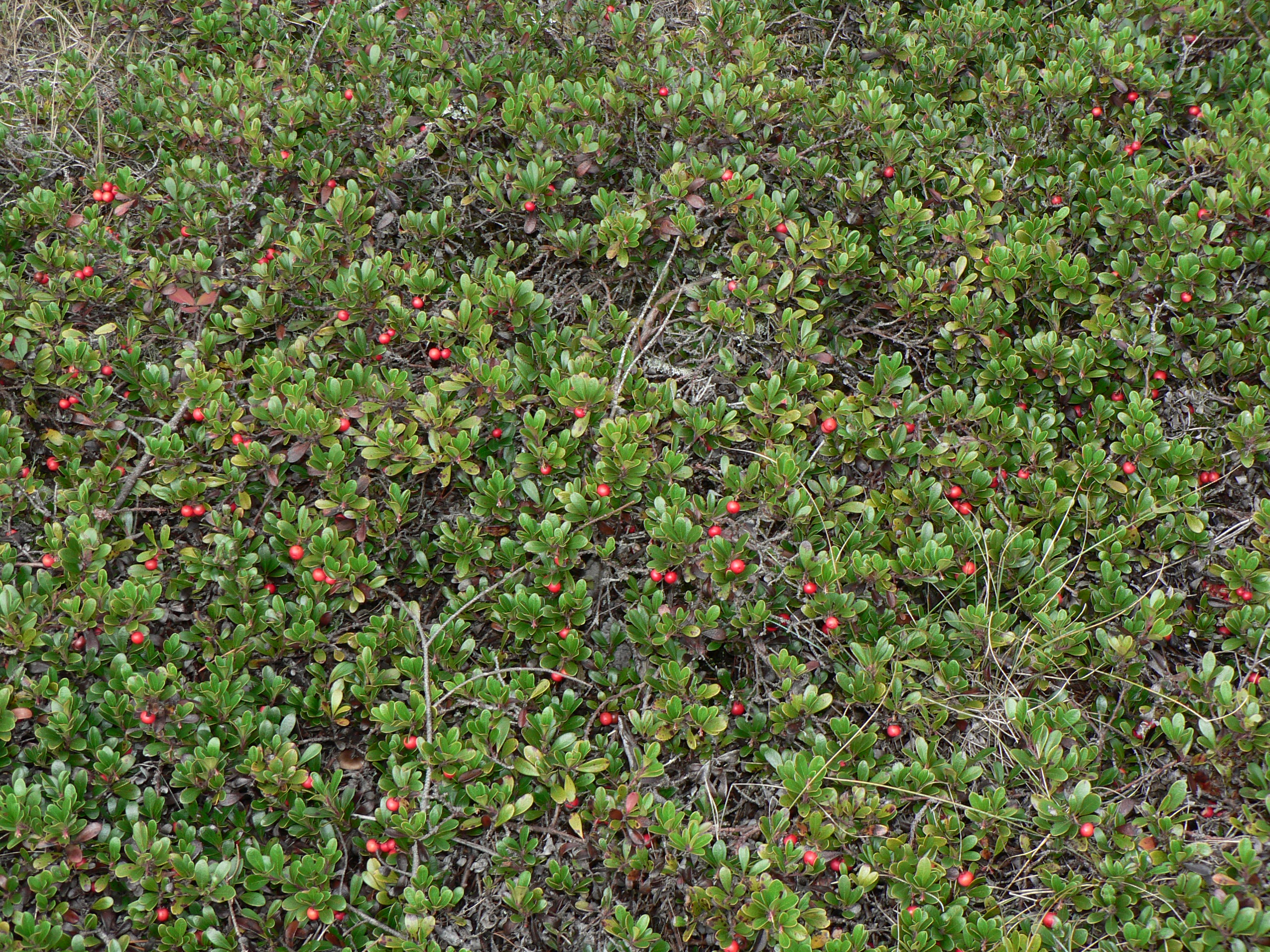
Płat mącznicy lekarskiej

Mącznica lekarska (Arctostaphylos uva-ursi (L.) Spreng.) – gatunek rośliny z rodziny  wrzosowatych (Ericaceae). 

## Rozmieszczenie geograficzne
Rodzimy obszar występowania to strefa arktyczna i umiarkowana półkuli północnej oraz Gwatemali, ale jako gatunek zawleczony rozprzestrzenił się także gdzieniegdzie w innych rejonach świata. W Polsce jest pospolity na rozległych obszarach północnej części niżu, w górach jest rzadki. Przez Polskę przebiega południowa i południowo-zachodnia granica jego zwartego zasięgu. Biegnie ona przez Dolny Śląsk, Nizinę Śląską, Wyżynę Śląską, Góry Świętokrzyskie, Nizinę Sandomierską i Roztocze. Poza tym obszarem zwartego zasięgu znajduje się kilka oderwanych, reliktowych stanowisk w Tatrach: Wielkie Koryciska, Małe Koryciska, Siwiańskie Turnie, Sarnia Skała (zbocza Doliny ku Dziurze), Hruby Regiel. Dalej na południu Europy występuje na rozproszonych stanowiskach, głównie w górach.

## Morfologia
PokrójKrzewinka nieprzekraczająca 10 cm wysokości o pokładających się pędach długości do 100 cm, łatwo się ukorzeniających. Młode pędy są delikatnie owłosione, starsze pokryte są brunatną, łuszczącą się korą.
LiścieUlistnienie skrętoległe. Liście zimozielone o siatkowatym unerwieniu, o długości 1,5–3 cm, całobrzegie, skórzaste, z wierzchu połyskujące, ciemne, od spodu bledsze. Podługowate lub odwrotnie jajowate. Są owłosione na brzegach i mają nasadę zbiegającą w ogonek.
KwiatyDrobne, krótkoszypułkowe, zebrane po 4–5 w małe, zwisłe grono wyrastające na końcach gałązek. Kielich kwiatów pięciodzielny, działki biało obrzeżone, płatki korony jasnoróżowe lub białe, zrośnięte w dzbaneczkowatą, rozszerzoną u nasady koronę o 5 drobnych ząbkach i średnicy 3–4 mm. Wewnątrz korona jest delikatnia owłosiona. 10 pręcików z długimi, różkowatymi wyrostkami na szczycie, skierowanymi ku dnu kwiatowemu.
OwoceCzerwona, połyskująca jagoda, o mączystym miąższu.

## Biologia i ekologia
Chamefit. Kwitnie od kwietnia do czerwca. W Polsce najwyższe jej stanowiska znajdują się w Tatrach na wysokości około 1220 m n.p.m. Rośnie tutaj w naskalnych murawach. Roślina światłolubna, zasiedlająca widne, rzadkie bory sosnowe i suche wrzosowiska. Spotykana jest także na wydmach. Występuje pojedynczo lub w skupiskach, czasami tworzy zwarte łany o powierzchni kilkunastu hektarów (np. w Borach Tucholskich). W klasyfikacji zbiorowisk roślinnych gatunek charakterystyczny dla związku zespołów (All.) Calluno-Arctostaphylion. Liczba chromosomów 2n = 52.

## Zagrożenia i ochrona
Roślina objęta w Polsce ścisłą ochroną gatunkową. Została mocno przetrzebiona przez intensywne pozyskiwanie dla celów leczniczych. Wskutek tego wyginęła na wielu stanowiskach. Liczne jej stanowiska zostały zajęte i zniszczone wskutek rozbudowy przemysłu. Wiele jej stanowisk znajduje się w parkach narodowych  i rezerwatach przyrody. Umieszczona na polskiej czerwonej liście w kategorii NT (bliski zagrożenia).

## Zastosowanie
- Roślina lecznicza
  - Surowiec zielarski: Liść mącznicy – Folium Uvae-ursi. Zawierają do 20% garbników, glikozydy (arbutynę i metyloarbutynę), flawonoidy – izokwertycynę, wolny hydrochinon, kwasy organiczne (elagowy, galusowy i chinowy) oraz śluzy.
  - Działanie: moczopędnie, ściągająco i antyseptycznie. Odwary stosuje się przy łagodnych zakażeniach dróg moczowych, a także przy kamicy nerkowej, przeroście gruczołu krokowego, moczeniu się nocnym, ropomoczu, białkomoczu i bezmoczu. Często stosowana jest do tego celu w mieszance ze skrzypem polnym. Do skutecznego działania niezbędny jest alkaliczny odczyn moczu, który uzyskuje się  pijąc podczas kuracji wodę mineralną lub roztwór sody. Ze względu na różne przeciwwskazania i możliwe skutki uboczne kurację można przeprowadzać tylko pod kontrolą lekarza[11].
  - Zbiór i suszenie: Od kwietnia do września roślinę osmykuje się z liści, następnie suszy się je w miejscu cienistym i przewiewnym (zbrunatniałe listki powinno się usunąć z surowca)[11].
- Sztuka kulinarna: Surowe owoce mają cierpko-kwaśny smak. Obecnie uważane są za niejadalne, dawniej jednak w północnych krajach, gdzie trudno o owoce, były spożywane jako namiastka żurawiny[11].
- Dawniej roślina wykorzystywana była w garbarstwie[11].
- Roślina ozdobna. Jest uprawiana zwykle jako roślina okrywowa[12].

## Uprawa
W Polsce jest w pełni mrozoodporna (strefy mrozoodporności 4-9). Wymaga żyznej, przepuszczalnej i pozbawionej wapnia gleby oraz stanowiska słonecznego lub półcienistego. Rozmnażanie jest dość trudne. Trudno kiełkuje z nasion, z tego też powodu rozmnaża się ją głównie przez sadzonki pobierane i hartowane zimą.
W uprawie znane są m.in. następujące odmiany ozdobne:
- 'Wood`s Red' – odmiana karłowa
- 'Vancouver Jade' – odmiana bardzo żywotna i odporna na choroby
- 'Pont Reyes' – nadająca się szczególnie do uprawy nad morzem